# Маден
Маден (тур. Maden), Капан-Маден (арм. Կապան-Մադեն) — город и район в провинции Элязыг на востоке Турции.